# Marcus Thuram
Marcus Lilian Thuram-Ulien (Parma, 6 agosto 1997) è un calciatore francese, attaccante dell'Inter e della nazionale francese, con cui è diventato vicecampione del mondo nel 2022.
Dopo gli inizi in Francia con il Sochaux e il Guingamp, nel 2019 si trasferisce in Germania per giocare con il Borussia M'gladbach, dove trascorre quattro stagioni. Nel 2023 approda in Italia, venendo acquistato dall'Inter, con cui vince un campionato italiano (2023-2024) e una Supercoppa italiana (2023).
Con la nazionale francese, con cui ha debuttato nel 2020, ha partecipato a due campionati europei (2021 e 2024) e ad un campionato mondiale (2022).
A livello individuale è stato inserito nella squadra dell'anno AIC nel 2024, oltre ad essersi aggiudicato il premio per il gol dell'anno grazie alla rete segnata contro il Milan nel derby del 16 settembre 2023.

## Biografia
Nato a Parma nel 1997, è il figlio primogenito dell'ex calciatore Lilian Thuram, il quale, in quel periodo, giocava per la squadra ducale. Ha vissuto con la famiglia in Italia fino al 2006, anno in cui il padre ha lasciato la Juventus e l'Italia. Il suo primo nome è stato scelto dai genitori in onore dell'attivista giamaicano Marcus Garvey. Suo fratello minore Khéphren è anch'egli un calciatore.

### Attivismo
Alla viglia delle elezioni legislative del 2024, ha espresso preoccupazione per il possibile successo del partito di Rassemblement National di Marine Le Pen, assieme ad altri calciatori della nazionale convocati agli europei di Germania 2024, come Kylian Mbappé, Ibrahima Konaté, Jules Koundé e Ousmane Dembélé. In entrambi i turni elettorali, ha pubblicamente invitato i concittadini a votare contro l'estrema destra per impedire ai suoi candidati di essere eletti.

## Caratteristiche tecniche
È un attaccante versatile, in grado di giocare in tutte le posizioni offensive: formatosi come esterno d'attacco, è stato progressivamente spostato al ruolo di centravanti dai tecnici Adi Hütter e Daniel Farke ai tempi del Borussia M'gladbach. Di piede destro, è però in grado di agire come esterno a "piede invertito".
Forte fisicamente ma dotato anche di grande velocità e tecnica, è abile nel saltare l'uomo, dribblare nello stretto e nel trovare spazi per concludere in porta, così come nel servire assist ai compagni.

## Carriera

### Club

#### Sochaux
Thuram cresce nelle giovanili del Sochaux, facendo il suo esordio a livello professionistico in Ligue 2 il 20 marzo 2015, a 17 anni, contro lo Châteauroux, subentrando all'83º minuto di gioco.

#### Guingamp
Il 5 luglio 2017 il Guingamp lo acquista dal Sochaux per circa 600.000 euro.
Il 9 gennaio 2019 segna la rete della vittoria per 2-1 su rigore contro il Paris Saint-Germain nei quarti di finale della Coppa di Lega, dopo avere calciato alto un primo rigore.

#### Borussia Mönchengladbach
Il 22 luglio 2019 si trasferisce al Borussia M'gladbach per 12 milioni di euro, firmando un contratto quadriennale. Nel dicembre del 2020 viene squalificato per sei giornate per aver sputato all'avversario Stefan Posch durante la sfida con l'Hoffenheim.
Poco prima dell'inizio della stagione 2021-2022, durante la partita con il Bayer Leverkusen, subisce la rottura del legamento collaterale mediale del ginocchio destro, infortunio che ne compromette l'annata. Tuttavia, nell'annata successiva, Thuram raggiunge un nuovo picco di forma, raggiungendo la doppia cifra realizzativa (tra campionato e coppa nazionale) già nell'ottobre del 2022.
Nell'aprile del 2023 il Borussia annuncia ufficialmente lo svincolo dell'attaccante al termine della stagione, non avendo trovato un accordo per rinnovare il contratto.

#### Inter
Il 1º luglio 2023 Thuram viene ingaggiato dall'Inter, con cui firma un contratto quinquennale. Il 19 agosto fa il suo debutto in nerazzurro, giocando da titolare in campionato nella vittoria casalinga contro il Monza (2-0). Il 3 settembre segna la sua prima rete con l'Inter nella vittoria per 4-0 contro la Fiorentina. Si ripete il 16 settembre nel suo primo derby di Milano, che i nerazzurri vincono per 5-1; la rete nel derby, segnata con un tiro dalla distanza infilatosi sotto l'incrocio dei pali, gli vale altresì il riconoscimento per il gol del mese. Il 3 ottobre realizza anche il primo gol in Champions League con la maglia nerazzurra, nella vittoria casalinga per 1-0 contro il Benfica. Il 16 febbraio 2024, in occasione della vittoria per 4-0 contro la Salernitana, segna la sua 10ª rete in campionato, diventando il secondo francese nella storia dell'Inter a raggiungere la doppia cifra in Serie A dopo Youri Djorkaeff. Il 22 aprile realizza nuovamente un gol nel successo per 2-1 nella stracittadina contro il Milan, gara che consegna il ventesimo scudetto all'Inter e il primo titolo nazionale per Thuram.
La stagione successiva inizia nel migliore dei modi per l'attaccante francese, che mette a segno una doppietta il 17 agosto 2024 alla prima giornata del campionato ai danni del Genoa, match poi finito 2-2. Il 30 agosto realizza altri due gol contro l'Atalanta, in virtù dei quali contribuisce alla vittoria interna dei nerazzurri per 4-0, mentre il 5 ottobre segna la sua prima tripletta con indosso la maglia dell’Inter, decisiva ai fini del successo per 3-2 sul Torino. In Champions League i nerazzurri raggiungono le semifinali, in cui Thuram realizza dopo soli 30 secondi la rete del provvisorio vantaggio dei nerazzurri in casa del Barcellona (3-3); questa è stata la rete più veloce nella storia delle semifinali di Champions League. Al ritorno i nerazzurri passano vincendo 4-3 dopo i supplementari anche grazie alla prestazione di Thuram che ha propiziato la rete del decisivo 4-3.

### Nazionale
Con la nazionale Under-19 francese vince il campionato europeo di categoria del 2016. Inserito dal CT Ludovic Batelli tra i convocati per il campionato mondiale di categoria del 2017 in Corea del Sud, segna il gol d'apertura nel match della fase a gironi contro il Vietnam, in una partita terminata con il risultato di 4-0 per i francesi.
Nel giugno 2019 viene convocato dal CT Sylvain Ripoll per il campionato europeo Under-21 del 2019, dove ottiene con la Francia il terzo posto.
Debutta in nazionale maggiore l'11 novembre 2020, convocato dal CT Didier Deschamps per l'amichevole persa (0-2) contro la Finlandia.
Deschamps lo inserisce tra i convocati per il campionato del mondo del 2022, dove ottiene 6 presenze da subentrante nel torneo, tra cui quella nella finale persa contro l'Argentina: dato che suo padre aveva disputato le finali del 1998 e nel 2006, per la prima volta un padre e un figlio hanno raggiunto la finale del campionato mondiale di calcio.
Il 7 settembre 2023 realizza il suo primo gol per i transalpini nel successo per 2-0 contro l'Irlanda.
Pochi mesi dopo viene convocato per Euro 2024.

## Statistiche

### Presenze e reti nei club
Statistiche aggiornate al 30 giugno 2025.
| Stagione                   | Squadra                    | Campionato                 | Campionato | Campionato | Coppe nazionali | Coppe nazionali | Coppe nazionali | Coppe continentali | Coppe continentali | Coppe continentali | Altre coppe | Altre coppe | Altre coppe | Totale | Totale |
| Stagione                   | Squadra                    | Comp                       | Pres       | Reti       | Comp            | Pres            | Reti            | Comp               | Pres               | Reti               | Comp        | Pres        | Reti        | Pres   | Reti   |
| -------------------------- | -------------------------- | -------------------------- | ---------- | ---------- | --------------- | --------------- | --------------- | ------------------ | ------------------ | ------------------ | ----------- | ----------- | ----------- | ------ | ------ |
| 2013-2014                  | Sochaux 2                  | CFA                        | 4          | 0          | -               | -               | -               | -                  | -                  | -                  | -           | -           | -           | 4      | 0      |
| 2014-2015                  | Sochaux 2                  | CFA                        | 19         | 3          | -               | -               | -               | -                  | -                  | -                  | -           | -           | -           | 19     | 3      |
| 2015-2016                  | Sochaux 2                  | CFA                        | 9          | 0          | -               | -               | -               | -                  | -                  | -                  | -           | -           | -           | 9      | 0      |
| 2016-2017                  | Sochaux 2                  | CFA                        | 6          | 3          | -               | -               | -               | -                  | -                  | -                  | -           | -           | -           | 6      | 3      |
| Totale Sochaux 2           | Totale Sochaux 2           | Totale Sochaux 2           | 38         | 6          |                 | -               | -               |                    | -                  | -                  |             | -           | -           | 38     | 6      |
| 2014-2015                  | Sochaux                    | L2                         | 1          | 0          | CF+CdL          | 0               | 0               | -                  | -                  | -                  | -           | -           | -           | 1      | 0      |
| 2015-2016                  | Sochaux                    | L2                         | 15         | 0          | CF+CdL          | 3+1             | 0               | -                  | -                  | -                  | -           | -           | -           | 19     | 0      |
| 2016-2017                  | Sochaux                    | L2                         | 21         | 1          | CF+CdL          | 0+2             | 0               | -                  | -                  | -                  | -           | -           | -           | 23     | 1      |
| Totale Sochaux             | Totale Sochaux             | Totale Sochaux             | 37         | 1          |                 | 6               | 0               |                    | -                  | -                  |             | -           | -           | 43     | 1      |
| 2017-2018                  | Guingamp                   | L1                         | 32         | 3          | CF+CdL          | 2+0             | 1               | -                  | -                  | -                  | -           | -           | -           | 34     | 4      |
| 2018-2019                  | Guingamp                   | L1                         | 32         | 9          | CF+CdL          | 3+3             | 2+2             | -                  | -                  | -                  | -           | -           | -           | 38     | 13     |
| Totale Guingamp            | Totale Guingamp            | Totale Guingamp            | 64         | 12         |                 | 8               | 5               |                    | -                  | -                  |             | -           | -           | 72     | 17     |
| 2019-2020                  | Borussia M'gladbach        | BL                         | 31         | 10         | CG              | 2               | 2               | UEL                | 6                  | 2                  | -           | -           | -           | 39     | 14     |
| 2020-2021                  | Borussia M'gladbach        | BL                         | 29         | 8          | CG              | 3               | 1               | UCL                | 8                  | 2                  | -           | -           | -           | 40     | 11     |
| 2021-2022                  | Borussia M'gladbach        | BL                         | 21         | 3          | CG              | 2               | 0               | -                  | -                  | -                  | -           | -           | -           | 23     | 3      |
| 2022-2023                  | Borussia M'gladbach        | BL                         | 30         | 13         | CG              | 2               | 3               | -                  | -                  | -                  | -           | -           | -           | 32     | 16     |
| Totale Borussia M'gladbach | Totale Borussia M'gladbach | Totale Borussia M'gladbach | 111        | 34         |                 | 9               | 6               |                    | 14                 | 4                  |             | -           | -           | 134    | 44     |
| 2023-2024                  | Inter                      | A                          | 35         | 13         | CI              | 1               | 0               | UCL                | 8                  | 1                  | SI          | 2           | 1           | 46     | 15     |
| 2024-2025                  | Inter                      | A                          | 32         | 14         | CI              | 1               | 0               | UCL                | 14                 | 4                  | SI+Cmc      | 1+2         | 0           | 50     | 18     |
| Totale Inter               | Totale Inter               | Totale Inter               | 67         | 27         |                 | 2               | 0               |                    | 22                 | 5                  |             | 5           | 1           | 96     | 33     |
| Totale carriera            | Totale carriera            | Totale carriera            | 317        | 80         |                 | 26              | 11              |                    | 35                 | 9                  |             | 5           | 1           | 383    | 101    |

### Cronologia presenze e reti in nazionale
| Cronologia completa delle presenze e delle reti in nazionale ― Francia | Cronologia completa delle presenze e delle reti in nazionale ― Francia | Cronologia completa delle presenze e delle reti in nazionale ― Francia | Cronologia completa delle presenze e delle reti in nazionale ― Francia | Cronologia completa delle presenze e delle reti in nazionale ― Francia | Cronologia completa delle presenze e delle reti in nazionale ― Francia | Cronologia completa delle presenze e delle reti in nazionale ― Francia | Cronologia completa delle presenze e delle reti in nazionale ― Francia |
| Data                                                                   | Città                                                                  | In casa                                                                | Risultato                                                              | Ospiti                                                                 | Competizione                                                           | Reti                                                                   | Note                                                                   |
| ---------------------------------------------------------------------- | ---------------------------------------------------------------------- | ---------------------------------------------------------------------- | ---------------------------------------------------------------------- | ---------------------------------------------------------------------- | ---------------------------------------------------------------------- | ---------------------------------------------------------------------- | ---------------------------------------------------------------------- |
| 11-11-2020                                                             | Saint-Denis                                                            | Francia                                                                | 0 – 2                                                                  | Finlandia                                                              | Amichevole                                                             | -                                                                      |                                                                        |
| 14-11-2020                                                             | Lisbona                                                                | Portogallo                                                             | 0 – 1                                                                  | Francia                                                                | UEFA Nations League 2020-2021 - 1º turno                               | -                                                                      | 59’                                                                    |
| 17-11-2020                                                             | Saint-Denis                                                            | Francia                                                                | 4 – 2                                                                  | Svezia                                                                 | UEFA Nations League 2020-2021 - 1º turno                               | -                                                                      | 57’                                                                    |
| 28-6-2021                                                              | Bucarest                                                               | Francia                                                                | 3 – 3 dts (4 – 5 dtr)                                                  | Svizzera                                                               | Euro 2020 - Ottavi di finale                                           | -                                                                      | 111’                                                                   |
| 22-11-2022                                                             | Al Wakrah                                                              | Francia                                                                | 4 – 1                                                                  | Australia                                                              | Mondiali 2022 - 1º turno                                               | -                                                                      | 89’                                                                    |
| 26-11-2022                                                             | Doha                                                                   | Francia                                                                | 2 – 1                                                                  | Danimarca                                                              | Mondiali 2022 - 1º turno                                               | -                                                                      | 63’                                                                    |
| 4-12-2022                                                              | Doha                                                                   | Francia                                                                | 3 – 1                                                                  | Polonia                                                                | Mondiali 2022 - Ottavi di finale                                       | -                                                                      | 76’                                                                    |
| 14-12-2022                                                             | Al Khor                                                                | Francia                                                                | 2 – 0                                                                  | Marocco                                                                | Mondiali 2022 - Semifinale                                             | -                                                                      | 65’                                                                    |
| 18-12-2022                                                             | Lusail                                                                 | Argentina                                                              | 3 – 3 dts (4 – 2 dtr)                                                  | Francia                                                                | Mondiali 2022 - Finale                                                 | -                                                                      | 41’ 87’                                                                |
| 27-3-2023                                                              | Dublino                                                                | Irlanda                                                                | 0 – 1                                                                  | Francia                                                                | Qual. Euro 2024                                                        | -                                                                      | 90+3’                                                                  |
| 7-9-2023                                                               | Parigi                                                                 | Francia                                                                | 2 – 0                                                                  | Irlanda                                                                | Qual. Euro 2024                                                        | 1                                                                      | 26’                                                                    |
| 12-9-2023                                                              | Dortmund                                                               | Germania                                                               | 2 – 1                                                                  | Francia                                                                | Amichevole                                                             | -                                                                      | 64’                                                                    |
| 13-10-2023                                                             | Eindhoven                                                              | Paesi Bassi                                                            | 1 – 2                                                                  | Francia                                                                | Qual. Euro 2024                                                        | -                                                                      | 80’                                                                    |
| 17-10-2023                                                             | Villeneuve-d'Ascq                                                      | Francia                                                                | 4 – 1                                                                  | Scozia                                                                 | Amichevole                                                             | -                                                                      | 64’                                                                    |
| 18-11-2023                                                             | Nizza                                                                  | Francia                                                                | 14 – 0                                                                 | Gibilterra                                                             | Qual. Euro 2024                                                        | 1                                                                      | 66’                                                                    |
| 21-11-2023                                                             | Atene                                                                  | Grecia                                                                 | 2 – 2                                                                  | Francia                                                                | Qual. Euro 2024                                                        | -                                                                      | 70’                                                                    |
| 23-3-2024                                                              | Lione                                                                  | Francia                                                                | 0 – 2                                                                  | Germania                                                               | Amichevole                                                             | -                                                                      | 61’                                                                    |
| 26-3-2024                                                              | Marsiglia                                                              | Francia                                                                | 3 – 2                                                                  | Cile                                                                   | Amichevole                                                             | -                                                                      | 83’                                                                    |
| 5-6-2024                                                               | Metz                                                                   | Francia                                                                | 3 – 0                                                                  | Lussemburgo                                                            | Amichevole                                                             | -                                                                      | 81’                                                                    |
| 9-6-2024                                                               | Bordeaux                                                               | Francia                                                                | 0 – 0                                                                  | Canada                                                                 | Amichevole                                                             | -                                                                      | 74’                                                                    |
| 17-6-2024                                                              | Düsseldorf                                                             | Austria                                                                | 0 – 1                                                                  | Francia                                                                | Euro 2024 - 1º turno                                                   | -                                                                      |                                                                        |
| 21-6-2024                                                              | Lipsia                                                                 | Paesi Bassi                                                            | 0 – 0                                                                  | Francia                                                                | Euro 2024 - 1º turno                                                   | -                                                                      | 75’                                                                    |
| 1-7-2024                                                               | Düsseldorf                                                             | Francia                                                                | 1 – 0                                                                  | Belgio                                                                 | Euro 2024 - Ottavi di finale                                           | -                                                                      | 62’                                                                    |
| 5-7-2024                                                               | Amburgo                                                                | Portogallo                                                             | 0 – 0 dts (3 – 5 dtr)                                                  | Francia                                                                | Euro 2024 - Quarti di finale                                           | -                                                                      | 86’                                                                    |
| 6-9-2024                                                               | Parigi                                                                 | Francia                                                                | 1 – 3                                                                  | Italia                                                                 | UEFA Nations League 2024-2025 - 1º turno                               | -                                                                      | 77’                                                                    |
| 9-9-2024                                                               | Lione                                                                  | Francia                                                                | 2 – 0                                                                  | Belgio                                                                 | UEFA Nations League 2024-2025 - 1º turno                               | -                                                                      | 67’                                                                    |
| 14-10-2024                                                             | Bruxelles                                                              | Belgio                                                                 | 1 – 2                                                                  | Francia                                                                | UEFA Nations League 2024-2025 - 1º turno                               | -                                                                      | 90+3’                                                                  |
| 14-11-2024                                                             | Saint-Denis                                                            | Francia                                                                | 0 – 0                                                                  | Israele                                                                | UEFA Nations League 2024-2025 - 1º turno                               | -                                                                      | 78’                                                                    |
| 17-11-2024                                                             | Milano                                                                 | Italia                                                                 | 1 – 3                                                                  | Francia                                                                | UEFA Nations League 2024-2025 - 1º turno                               | -                                                                      | 78’                                                                    |
| 8-6-2025                                                               | Stoccarda                                                              | Germania                                                               | 0 – 2                                                                  | Francia                                                                | UEFA Nations League 2024-2025 - Finale 3º posto                        | -                                                                      | 90’                                                                    |
| Totale                                                                 |                                                                        | Presenze                                                               | 30                                                                     |                                                                        | Reti                                                                   | 2                                                                      |                                                                        |

| Cronologia completa delle presenze e delle reti in nazionale ― Francia under 21 | Cronologia completa delle presenze e delle reti in nazionale ― Francia under 21 | Cronologia completa delle presenze e delle reti in nazionale ― Francia under 21 | Cronologia completa delle presenze e delle reti in nazionale ― Francia under 21 | Cronologia completa delle presenze e delle reti in nazionale ― Francia under 21 | Cronologia completa delle presenze e delle reti in nazionale ― Francia under 21 | Cronologia completa delle presenze e delle reti in nazionale ― Francia under 21 | Cronologia completa delle presenze e delle reti in nazionale ― Francia under 21 |
| Data                                                                            | Città                                                                           | In casa                                                                         | Risultato                                                                       | Ospiti                                                                          | Competizione                                                                    | Reti                                                                            | Note                                                                            |
| ------------------------------------------------------------------------------- | ------------------------------------------------------------------------------- | ------------------------------------------------------------------------------- | ------------------------------------------------------------------------------- | ------------------------------------------------------------------------------- | ------------------------------------------------------------------------------- | ------------------------------------------------------------------------------- | ------------------------------------------------------------------------------- |
| 11-6-2019                                                                       | Vienna                                                                          | Austria under 21                                                                | 3 – 1                                                                           | Francia under 21                                                                | Amichevole                                                                      | -                                                                               | 74’                                                                             |
| 18-6-2019                                                                       | Cesena                                                                          | Inghilterra under 21                                                            | 1 – 2                                                                           | Francia under 21                                                                | Europeo Under-21 2019 - 1º turno                                                | -                                                                               | 82’                                                                             |
| 21-6-2019                                                                       | Serravalle                                                                      | Francia under 21                                                                | 1 – 0                                                                           | Croazia under 21                                                                | Europeo Under-21 2019 - 1º turno                                                | -                                                                               | 65’                                                                             |
| 24-6-2019                                                                       | Cesena                                                                          | Francia under 21                                                                | 0 – 0                                                                           | Romania under 21                                                                | Europeo Under-21 2019 - 1º turno                                                | -                                                                               | 58’ 84’                                                                         |
| 27-6-2019                                                                       | Reggio Emilia                                                                   | Spagna under 21                                                                 | 4 – 1                                                                           | Francia under 21                                                                | Europeo Under-21 2019 - Semifinale                                              | -                                                                               | 71’ 81’                                                                         |
| Totale                                                                          |                                                                                 | Presenze                                                                        | 5                                                                               |                                                                                 | Reti                                                                            | 0                                                                               |                                                                                 |

## Palmarès

### Club
- Supercoppa italiana: 1

Inter: 2023
- Campionato italiano: 1

Inter: 2023-2024

### Nazionale
- Campionato d'Europa Under-19: 1

Germania 2016

### Individuale
- Gran Galà del calcio AIC: 2

Gol dell'anno: 2024
Squadra dell'anno: 2024